# Mazouco
Mazouco era una freguesia portuguesa del municipio de Freixo de Espada à Cinta, distrito de Braganza.

## Historia

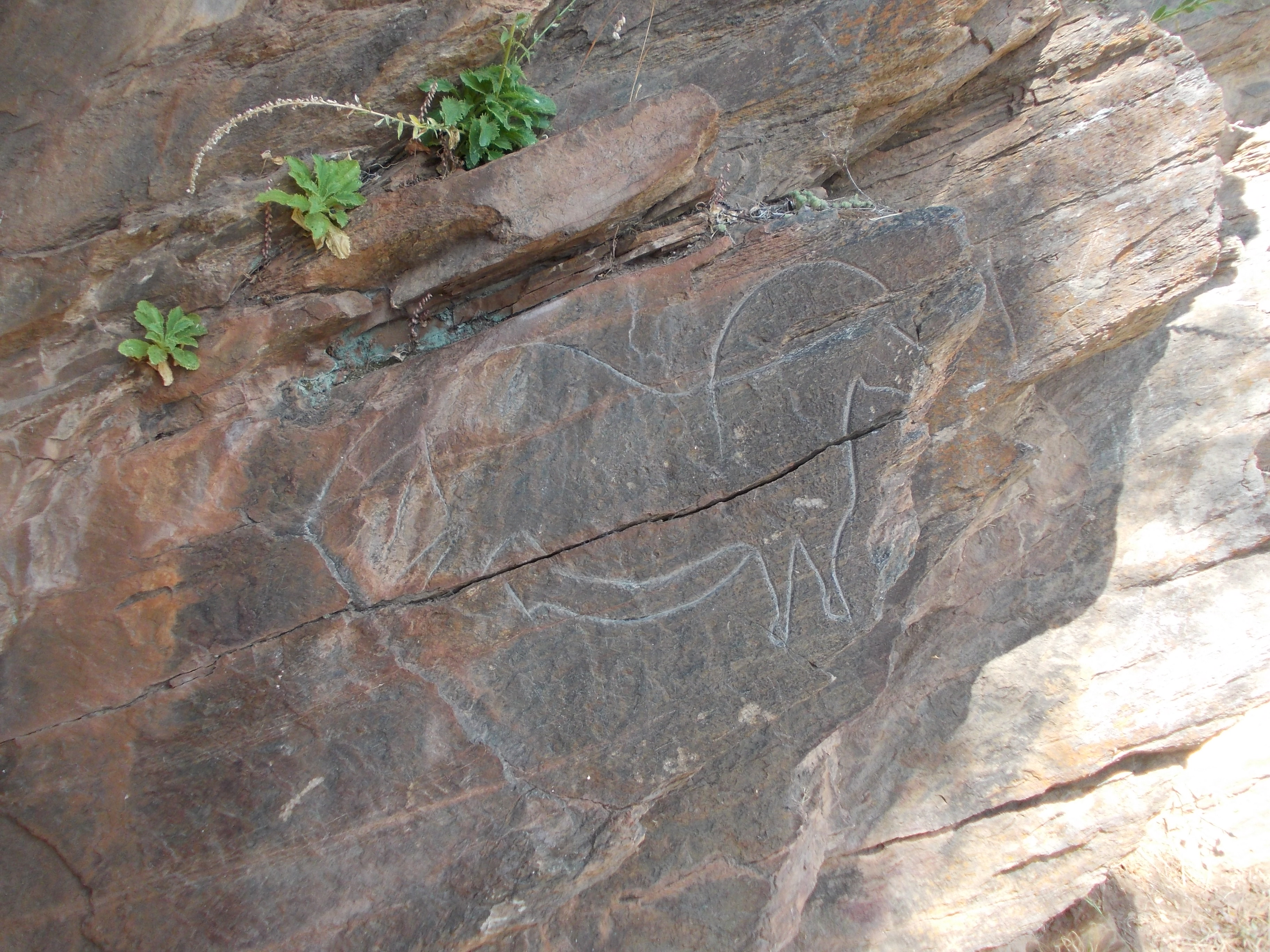
Grabado rupestre en Mazouco.

Los vestigios históricos más remotos del territorio quedan patentes con el descubrimiento de los grabados ruprestres de la freguesia de Mazouco. El sitio, en la margen derecha del arroyo de Albagueira, a menos de 1800 metros del río Duero, consiste en una pared de esquisto, donde se encuentran dos paneles con arte rupestre. El llamado Caballo de Mazouco, de 62 cm de largo, es uno de ellos. La figura fue grabada por contorno, lo que sugiere cierta dinámica en las patas y cierto rigor descriptivo. Está protegido como Propiedad de Interés Público desde 1983. Es de la misma tipología que los grabados de los sitios de arte rupestre prehistórico del valle del Coa.
Fue suprimida el 28 de enero de 2013, en aplicación de una resolución de la Asamblea de la República portuguesa promulgada el 16 de enero de 2013 al unirse con la freguesia de Freixo de Espada à Cinta, formando la nueva freguesia de Freixo de Espada à Cinta e Mazouco.